# Taxandria

Taxandria est un long métrage d’animation belge réalisé par Raoul Servais, sorti en 1996.

## Synopsis
Accompagné de son précepteur, Jan, un jeune prince d’une dizaine d’années, est envoyé par son père dans un palace désert en bord de mer pour réviser ses examens. Il trouve un peu de réconfort auprès de Karol, le gardien du phare. Celui-ci s’attache à l’enfant et lui ouvre les portes de son domaine, Taxandria, une cité onirique, le royaume du présent éternel.
Dans cette contrée imaginaire soumise à un régime totalitaire d'où toute représentation humaine est proscrite — les appareils photographiques en particulier y sont interdits —, deux adolescents, Aimée et Ailé, enfreignent les règles, s’emparent d’une camera obscura et s’échappent grâce à une machine volante. Fasciné, le petit garçon découvre la force de l’amour et la valeur de la liberté.

## Commentaire
Taxandria est le seul long métrage du cinéaste belge Raoul Servais. Ce projet fut porté sur une longue période.
Dès le début des années 1980, influencé par les surréalistes, notamment par Magritte et Delvaux qu’il connaît bien, il conçoit un synopsis autour d’une contrée imaginaire et élabore un storyboard déjà significatif.
Mais les financements sont difficiles à réunir et il doit faire quelques compromis. Après quelques tâtonnements, il s’assure de la collaboration de François Schuiten, auteur de bandes dessinées, dont l’univers graphique est proche du sien, comme dans les Cités obscures. Alain Robbe-Grillet et Frank Daniel sont également sollicités pour la réécriture du scénario. Sur le plan technique, Servais doit renoncer en partie au procédé qu’il avait mis au point, la servaisgraphie, car dans l’intervalle l’essor du numérique a rendu obsolètes les méthodes artisanales qui avaient fait sa renommée.
« Ce n’est pas un film d’animation ». Cette affirmation que l’on prête à Servais est volontiers reprise par les critiques. On peut y voir une forme de dénégation, avec un clin d’œil vers Magritte et son célèbre « Ceci n’est pas une pipe ». Plus prosaïquement la formule reflète peut-être les renoncements de l’auteur qui, sous la pression des enjeux économiques, a laissé son ambitieux projet s’éloigner de l’animation proprement dite pour se rapprocher peu à peu d’un film à effets spéciaux, limité à des incrustations certes spectaculaires sur des prises de vues réelles. De fait les aléas financiers précipitent la fin de l'aventure qui dure depuis près de quinze ans et, tel qu’il est présenté au Festival international du film de Flandre-Gand, en 1994, le film n’est pas vraiment achevé, si l'on en croit son réalisateur, et l'accueil est mitigé.
Peut-être trop longtemps attendu après le succès de courts métrages tels que Goldframe, Chromophobia et surtout Harpya, Taxandria peine à trouver son public. À Paris, on dénombre 2 192 entrées la première semaine, et pour la France entière 12 231 spectateurs auront vu le film à la fin de la période d’exclusivité, dont 4 817 dans la capitale.
Il est cependant très apprécié dans les festivals consacrés au cinéma fantastique, comme ceux de Bruxelles (BIFFF), Porto (festival Fantasporto), Sitges (Festival international du film de Catalogne) ou Rome et reste aujourd'hui un classique projeté dans les salles françaises classées Art et Essai.

## Fiche technique
- Titre : Taxandria
- Réalisation : Raoul Servais
- Scénario : Frank Daniel, Alain Robbe-Grillet, Raoul Servais
- Musique : Kim Bullard
- Générique de fin : « We are believers », interprété par Amy Sky
- Son: Philippe Vandendriessche
- Production : Iblis Films (Bruxelles), Bibo TV&Film (Berlin), Les Productions Dussart (Paris), Praxino Pictures (Amsterdam), Mafilm (Budapest)
- Pays : Belgique, Allemagne, France, Hongrie, Pays-Bas
- Lieux de tournage des scènes d’extérieur : Nieuport
- Langue d’origine : anglais
- Format : couleur, 35 mm
- Genre : animation, fantastique
- Durée : 85 minutes
- Date de sortie : 4 octobre 1994 (Festival international du film de Flandre-Gand)

## Distribution (voix)
- Armin Mueller-Stahl : le gardien de phare Karol/le régent Virgilus
- Richard Kattan : Jan
- Elliott Spiers : Aimé
- Katja Studt : Ailée
- Julien Schoenaerts : le précepteur
- Daniel Emilfork : le premier ministre
- Robert Lemaire : l'imprimeur Lamp
- Rick Paul van Mullingen: l'homme

## Distinctions
- 1er prix du festival international du film fantastique de Rome en 1995
- 1er prix du festival international du film fantastique de Porto en 1995
- Nommé pour le prix européen du film fantastique en 1996